# Comuna Ariniș, Maramureș
Ariniș (în maghiară: Égerhát, în germană: Erlrück) este o comună în județul Maramureș, Transilvania, România, formată din satele Ariniș (reședința), Rodina și Tămășești.

## Demografie
Componența etnică a comunei Ariniș
     Români (84,92%)
     Maghiari (9,34%)
     Alte etnii (5,74%)
Componența confesională a comunei Ariniș
     Ortodocși (68,55%)
     Penticostali (12,3%)
     Reformați (8,7%)
     Alte religii (4,63%)
     Necunoscută (5,83%)
Conform recensământului efectuat în 2021, populația comunei Ariniș se ridică la 1.081 de locuitori, în scădere față de recensământul anterior din 2011, când fuseseră înregistrați 1.084 de locuitori. Majoritatea locuitorilor sunt români (84,92%), cu o minoritate de maghiari (9,34%). Din punct de vedere confesional, majoritatea locuitorilor sunt ortodocși (68,55%), cu minorități de penticostali (12,3%), reformați (8,7%) și altele (1,67%), iar pentru 5,83% nu se cunoaște apartenența confesională.

## Politică și administrație
Comuna Ariniș este administrată de un primar și un consiliu local compus din 9 consilieri. Primarul, Gheorghe Mureșan[*], de la Partidul Social Democrat, este în funcție din 1996. Începând cu alegerile locale din 2024, consiliul local are următoarea componență pe partide politice:
|  | Partid                                 | Consilieri | Componența Consiliului | Componența Consiliului | Componența Consiliului | Componența Consiliului | Componența Consiliului |
|  | -------------------------------------- | ---------- | ---------------------- | ---------------------- | ---------------------- | ---------------------- | ---------------------- |
|  | Partidul Social Democrat               | 5          |                        |                        |                        |                        |                        |
|  | Partidul Național Liberal              | 1          |                        |                        |                        |                        |                        |
|  | Alianța pentru Unirea Românilor        | 1          |                        |                        |                        |                        |                        |
|  | Uniunea Democrată Maghiară din România | 1          |                        |                        |                        |                        |                        |
|  | Partidul Ecologist Român               | 1          |                        |                        |                        |                        |                        |